# Route 111 (Nouvelle-Écosse)
Pour les articles homonymes, voir Route 111.
La route 111 est une autoroute de la Nouvelle-Écosse contournant formant une route de ceinture partielle autour d'Halifax et de Dartmouth. Elle parcourt une distance totale de 13 km (8,1 mi).

## Description du tracé

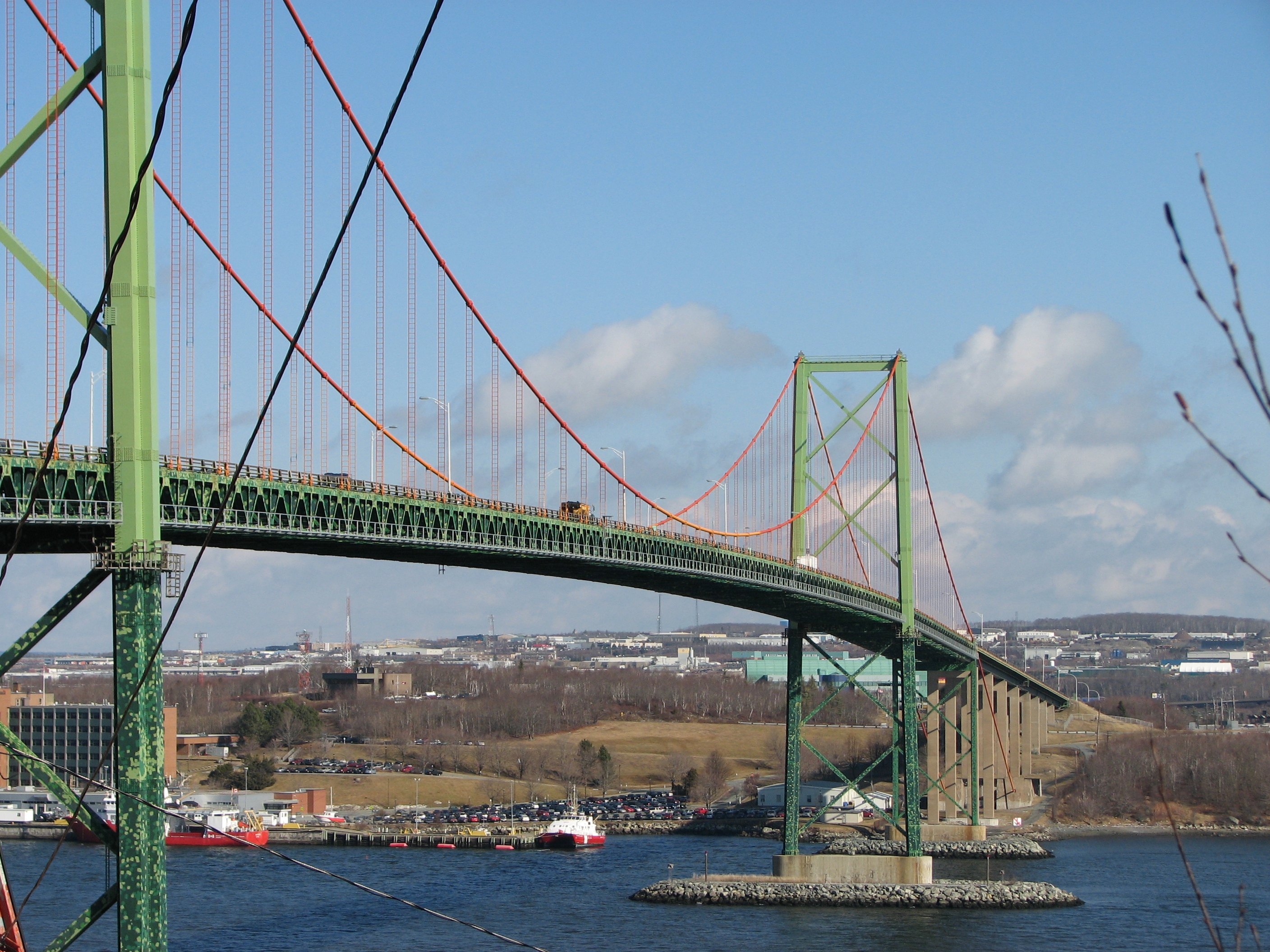
Le MacKay Bridge, reliant Halifax à Dartmouth, vu depuis Dartmouth.

La route 111 débute à la jonction de Connaught Street et de Bayers Road à Halifax. Elle partage son terminus avec la route 102 et se dirige vers le nord. À la jonction avec la route 2, elle bifurque vers le nord-est et traverse le Halifax Harbour sur le MacKay Bridge. Le pont était à péage jusqu'au 17 mars 2025. Il est désormais gratuit. Après avois traversé le cours d'eau, la route entre à Dartmouth. Elle passe au-dessus de la route 7 (sans la croiser directement) et passe dans le nord de la ville. À l'échangeur avec la route 118, elle bifurque vers le sud-est et, au sud de la ville, elle prend fin à l'intersection avec la route 322.

## Liste des sorties
| Comté             | Ville           | km        | Sortie                | Destinations | Notes |
| ----------------- | --------------- | --------- | --------------------- | --- | --- |
| Halifax           | Halifax         | –1,40     | —                     | Route 102 ouest (Bayers Road) / Connaught Avenue                                                                   | Terminus est de la Route 102; intersection à niveau                                                                   |
| Halifax           | Halifax         | 0,00      | —                     | Route 2 nord – Bedford                                                                                             | Terminus sud de la Route 2; intersection à niveau                                                                     |
| Halifax           | Halifax         | 0,50      | —                     | Robie Street | |
| Halifax           | Halifax         | 0,80      | —                     | Barrington Street                                                                                                  | |
| Halifax           | Halifax Harbour | 1,40–2,60 | Pont A. Murray MacKay | Pont A. Murray MacKay                                                                                              | Pont A. Murray MacKay                                                                                                 |
| Halifax           | Dartmouth       | 3,30      | (1)                   | Princess Margaret Boulevard                                                                                        | |
| Halifax           | Dartmouth       | 3,90      | 2                     | Route 322 (Victoria Road) vers Route 7 / Route 101 – Centre-ville, Bedford, Lower Sackville                        | Indiqué sortie 2E (Route 322) et 2W (Route 7 / Route 101); Route 101 indiqué en direction ouest seulement             |
| Halifax           | Dartmouth       | 5,10      | 3                     | Burnside Drive – Highfield Park                                                                                    | |
| Halifax           | Dartmouth       | 6,60      | 4                     | Route 118 vers Route 102 / Route 107 / Woodland Avenue – Aéroport, Truro                                           | Indiqué sortie 4N (nord) et 4S (sud) en direction nord; pas d'accès depuis Route 118 nord vers Route 111 ouest        |
| Halifax           | Dartmouth       | 7,50      | 5                     | Micmac Boulevard                                                                                                   | |
| Halifax           | Dartmouth       | 8,30      | 6                     | Route 7 (Main Street / Prince Albert Road) vers Route 107 – Eastern Shore Route 318 nord (Braemer Drive) – Waverly | Indiqué sortie 6A (Route 7 ouest / Route 318 nord) et 6B (Route 7 est) en direction est; terminus sud de la Route 318 |
| Halifax           | Dartmouth       | 9,00      | —                     | Gorden Avenue | Sortie en direction ouest seulement; pas d'indications                                                                |
| Halifax           | Dartmouth       | 9,90      | 7                     | Route 207 (Portland Street / Woodlawn Road) – Centre-ville, Cole Harbour                                           | Indiqué sortie 7W (ouest) et 7E (est) en direction est                                                                |
| Halifax           | Dartmouth       | 11,60     | 8                     | Mount Hope Avenue – Parc industriel de Woodside                                                                    | |
| Halifax           | Dartmouth       | 12,90     |                       | Route 322 (Pleasant Street)                                                                                        | Intersection à niveau                                                                                                 |
| - Accès incomplet |                 |           |                       | | |